# Julián Azuara

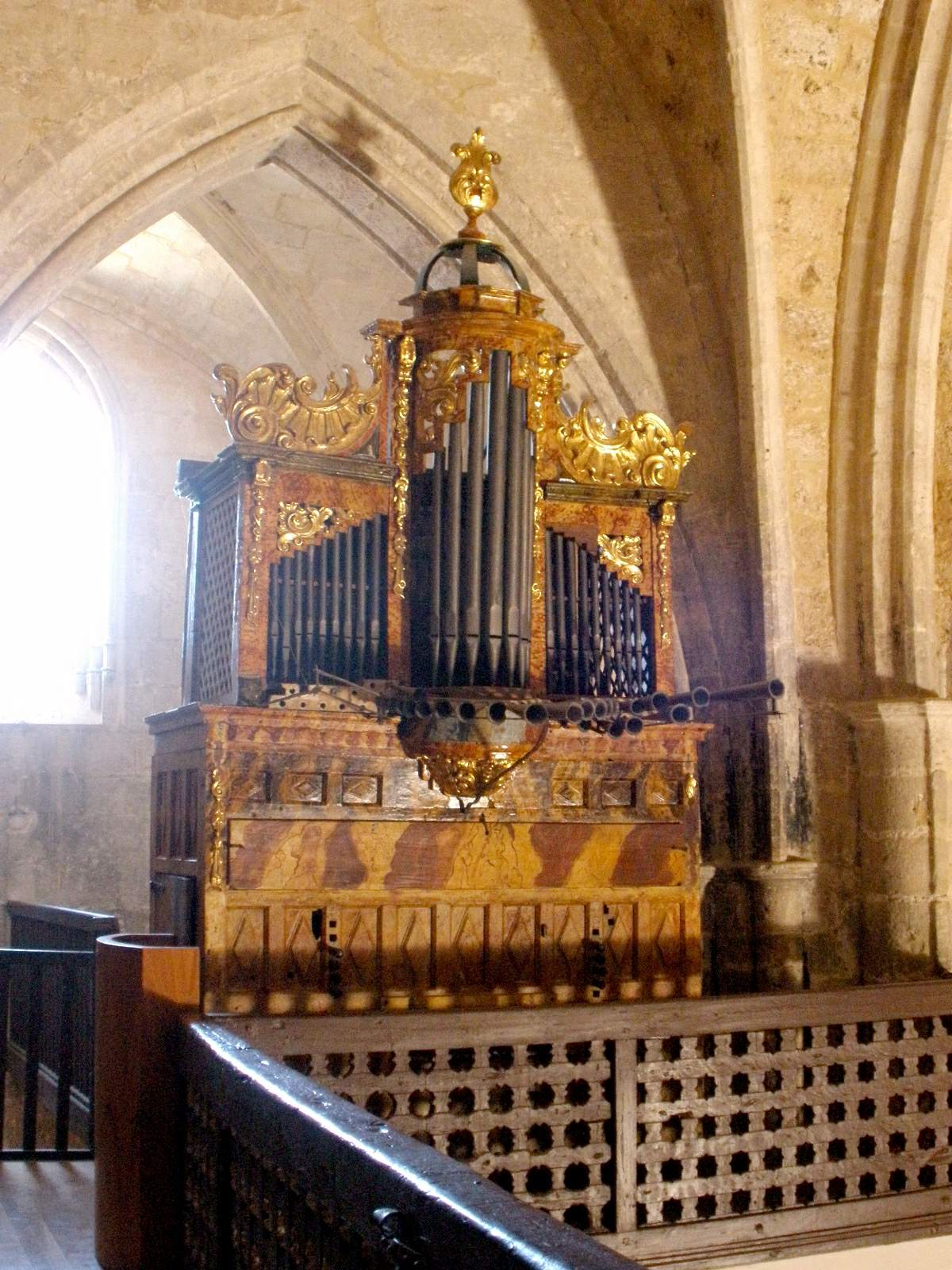
Órgano de la iglesia de san Juan de Aranda de Duero, obra de Azuara en 1841.

Julián Azuara García (muerto después de 1854) fue un organero segoviano que trabajó principalmente en Castilla y León.

## Biografía
Vivió en Aldea Real (Segovia) entre 1810 y 1848, año en que unas fuentes aseguran que murió, aunque hasta 1854 fue el organero titular de la catedral de Sigüenza, cuyo órgano recompuso después de que fuese destrozado por los franceses durante la guerra de la Independencia Española.
Trabajó principalmente en la provincia de Segovia y en el sur de Burgos en una época de transformación de la organistas castellanos, ya que en ese momento se vivía el final del Barroco y los albores del romanticismo.
Los expertos consideran que las obras de Azuara García son básicamente de estética barroca, si bien este artista realizó diversas modificaciones en atención a los gustos musicales de esa etapa.

## Obras
- 1830: Órgano para la iglesia de la Presentación de Nuestra Señora de Torremocha de Ayllón en la antigua Diócesis de Segovia, hoy provincia de Soria.[3]
- 1832: Reforma el órgano del monasterio de Santa María de Huerta (Soria).[3]
- 1834: Órgano para iglesia de la Asunción de Villel de Mesa (Guadalajara).[4]
- 1839: Reforma y coloca un secreto nuevo en el órgano de la iglesia de san Pedro Apóstol de Retortillo de Soria.[3]
- 1841: Órgano para la iglesia de san Juan de Aranda de Duero (Burgos).[5]
- 1843: Órgano para la iglesia de san Andrés de Cuéllar (Segovia).[2]
- 1844: Órgano para la ermita de Nuestra Señora de las Viñas de Aranda de Duero (Burgos).[5]
- 1844-1845: Recompone el órgano del Evangelio de la catedral de Segovia.[6]
- 1847: Órgano para la iglesia de san Vicente Mártir de Hontoria (Segovia).[5]
- 1848: Remodela del órgano de la iglesia de san Pedro Apóstol de Madriguera (Segovia).
- 1850: Reforma el órgano de la iglesia de san Esteban de Almazán (Soria).[3]
- 1850: Amplía el secreto y la lengüetería exterior de la iglesia de la Asunción de Deza (Soria).[3]